# 89e division d'infanterie (États-Unis)
Pour les articles homonymes, voir 89e division.

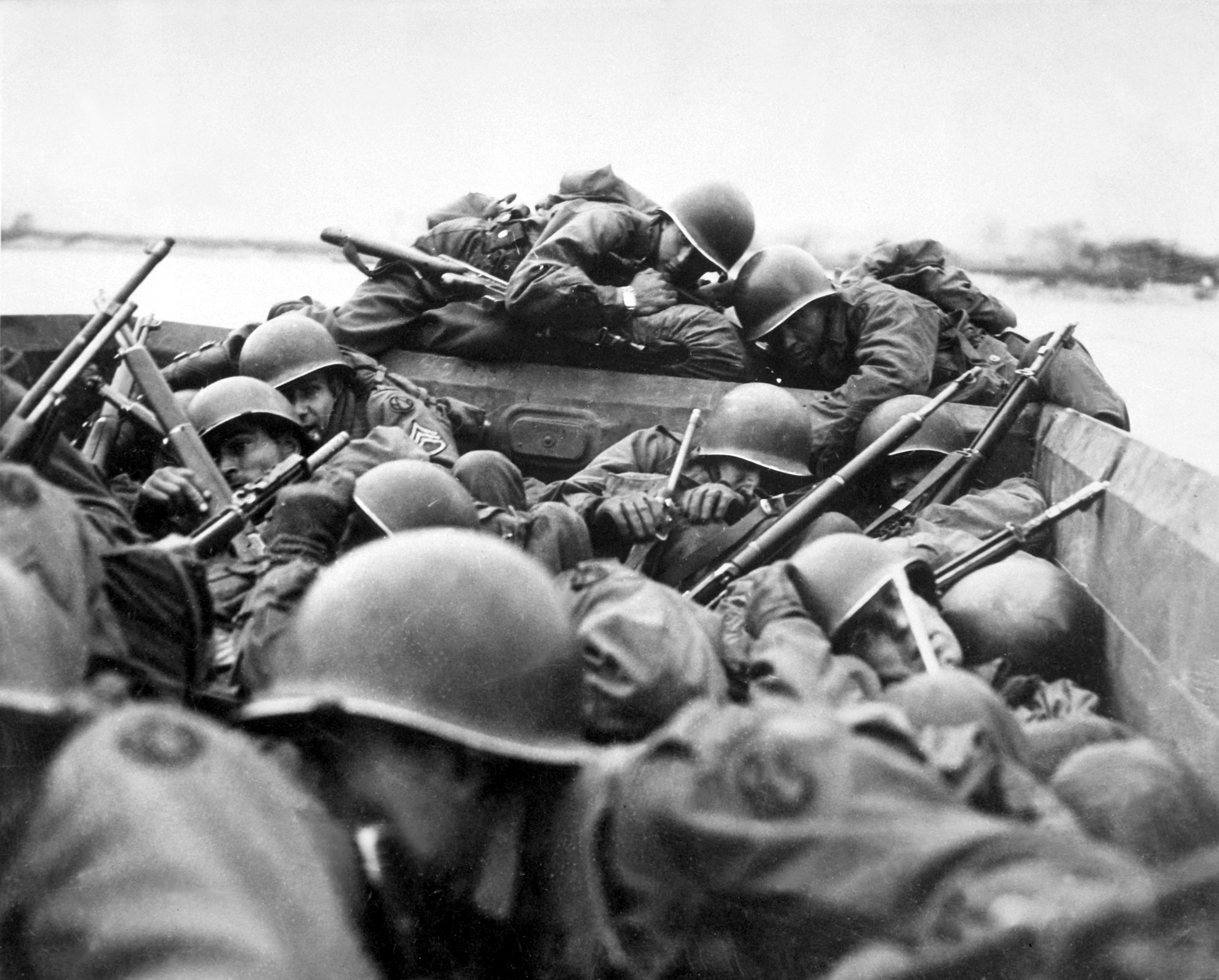
Soldats de la d'infanterie franchissant le Rhin lors de l'opération Plunder, mars 1945.

La 89e division d'infanterie était une division d'infanterie de l'United States Army pendant la Première et Seconde Guerre mondiale.

## Histoire du service

### Première Guerre mondiale
En 1918, elle servit lors du saillant de Saint-Mihiel et de l'offensive Meuse-Argonne. Ses pertes totales étaient alors estimées à 7 091 (980 tués et 6 111 blessés). Elle était commandée par le major-général Leonard Wood à sa création en 1917.
Le 11 novembre 1918, elle capture Stenay, la dernière ville reprise par les Alliés lorsque la division sous le commandement de William M. Wright (en) la capture quelques heures avant que l'armistice de 1918 entre en vigueur. Cette division perd 365 hommes en majorité sous le feu de l’artillerie de l'armée impériale allemande durant cette action. La raison invoquée par Wright pour l'attaque était que « La division avait été sur le front une période considérable sans installations de bains propres, et depuis il est apparu que si l'ennemi était autorisé à rester à Stenay, nos troupes seraient privées de ces installations de baignade probables. »

### Entre-deux-guerres
La division est reconstituée dans la réserve organisée le 24 juin 1921, attribuée à la zone du septième corps et affectée au XVIIe corps. La division est ensuite affectée aux États du Nebraska, du Kansas et du Dakota du Sud. Le quartier général est créé le 2 septembre 1921 dans le bâtiment de l'armée situé à l'angle de la 15e rue et de la rue Dodge à Omaha, dans le Nebraska. Il a déménagé en avril 1922 à l'angle de la 22e rue et de la rue Hickory, puis dans le nouveau Federal Office Building au 106 South 15th Street le 18 janvier 1934, où il est resté jusqu'à ce que la division soit ordonnée au service militaire actif pour la Seconde Guerre mondiale. La station de mobilisation désignée pour la division pendant cette période était Fort Riley, Kansas. Après sa réorganisation, la division se forme rapidement et, en novembre 1922, la « Middle West Division » compte 95 % d'officiers, comme l'exigent ses tableaux d'organisation du temps de paix.
Le quartier général et l'état-major s'entraînent généralement avec l'état-major de la 14e brigade d'infanterie de la 7e division, soit à Fort Crook, au Nebraska, soit à Fort Snelling, au Minnesota. Les régiments d'infanterie de la division s'entraînent principalement avec le 17e régiment d'infanterie à Fort Crook ou à Fort Leavenworth, au Kansas. D'autres unités, telles que les troupes spéciales, l'artillerie, le génie, l'aviation, les services médicaux et l'intendance, s'entraînent dans divers postes des zones des Sixième et Septième Corps, souvent avec les unités actives de la 7e Division. Par exemple, l'artillerie de la division s'est entraînée à divers postes, notamment à Fort Riley, Fort Des Moines (Iowa) et Camp McCoy (Wisconsin), avec les 9e et 14e régiments d'artillerie de campagne ; le 314e régiment du génie s'est entraîné à Fort Riley, avec la troupe A du 9e escadron du génie ; le 314e régiment médical s'est entraîné au camp d'entraînement du corps médical à Fort Snelling ; et le 314e escadron d'observation s'est entraîné avec le 16e escadron d'observation à l'aérodrome de l'armée Marshall (Kansas). En plus des camps d'entraînement des unités, les régiments d'infanterie de la division sont chargés à tour de rôle d'organiser les camps d'entraînement militaire des citoyens qui se tiennent chaque année à Fort Crook, Fort Des Moines et Fort Leavenworth. À plusieurs reprises, la division a participé à des exercices de poste de commandement de la zone du septième corps et de la quatrième armée, conjointement avec d'autres unités de l'armée régulière, de la garde nationale et de la réserve organisée. Contrairement aux unités de l'armée régulière et de la garde, la 89e division n'a pas participé aux diverses manœuvres de la zone du septième corps et aux manœuvres de la quatrième armée en 1937, 1940 et 1941 en tant qu'unité organisée en raison d'un manque de personnel et d'équipement. Au lieu de cela, les officiers et quelques réservistes ont été affectés à des unités de la Régulière et de la Garde afin de remplir les places vacantes et d'amener les unités à la force de guerre pour les exercices. En outre, certains officiers se voient confier des tâches d'arbitre ou de personnel de soutien.

### Seconde Guerre mondiale
Durant la Seconde Guerre mondiale, elle participa à la campagne d'Allemagne et était rattachée à la 1re armée.
Avant que les divisions d'infanterie de la réserve organisée ne soient ordonnées au service militaire actif, elles ont été réorganisées sur le papier en tant que divisions « triangulaires » selon les tableaux d'organisation de 1940. Les compagnies d'état-major des deux brigades d'infanterie sont regroupées dans la troupe de reconnaissance de cavalerie de la division, et un régiment d'infanterie est supprimé par inactivation. Le quartier général et la batterie d'état-major de la brigade d'artillerie de campagne deviennent le quartier général et la batterie d'état-major de l'artillerie de la division. Ses trois régiments d'artillerie de campagne sont réorganisés en quatre bataillons ; un bataillon est prélevé sur chacun des deux régiments de canons de 75 mm pour former deux bataillons d'obusiers de 105 mm, le train de munitions de la brigade est réorganisé en troisième bataillon d'obusiers de 105 mm, et le bataillon d'obusiers de 155 mm est formé à partir du régiment d'obusiers de 155 mm. Les régiments de génie, de santé et d'intendance sont réorganisés en bataillons. En 1942, les bataillons de quartier-maître de la division sont divisés en compagnies de maintenance légère des munitions et en compagnies de quartier-maître, et le quartier général de la division et la compagnie de police militaire, qui étaient auparavant une unité combinée, sont divisés.
La 89e division d'infanterie débarque en France au Havre, le 21 janvier 1945, et s'engage dans plusieurs semaines d'entraînement précombat avant de remonter la rivière Sauer et de prendre des positions de saut à l'est d'Echternach, le 11 mars 1945. Le lendemain, l'offensive commence et la 89e traverse la Sauer dans une avancée rapide jusqu'à la Moselle, le 17 mars. L'offensive se poursuit et la division passe le Rhin le 26 mars 1945 sous un feu nourri dans la région de Wellmich-Oberwesel. Un ponton est construit sur le Rhin de Sankt Goar à Saint-Goarshausen. En avril, le 89e attaqua en direction d'Eisenach, prenant la ville le 6 avril. L'objectif suivant, Friedrichroda, fut sécurisé le 8 avril. Le 4 avril 1945, la 89e s'empare d'Ohrdruf, un sous-camp du camp de concentration de Buchenwald. La division poursuit sa progression vers l'est, en direction de la rivière Mulde, et s'empare de Zwickau le 17 avril. L'avancée est stoppée le 23 avril et, à partir de cette date et jusqu'au jour de la Victoire en Europe, la division n'a connu qu'une action limitée, se contentant de patrouiller et d'assurer la sécurité générale. Trois villes, Lößnitz, Aue et Stollberg, sont maintenues sous une pression constante, mais aucune attaque n'est lancée.
Au total, ses membres se virent décerner 1 Distinguished Service Medal, 46 Silver Star, 5 Legion of Merit, 1 Soldier's Medal, 135 Bronze Star et 17 Air Medal.

### Après-guerre
La 89e a été réactivée en tant qu'unité de réserve en 1947 avec un quartier général à Wichita, Kansas, et a été redésignée comme 89e division (formation) en 1959. En 1973, les couleurs de la division ont été mises en boîte et l'insigne d'épaule (mais pas la lignée ni les honneurs) a continué à être utilisé en tant que 89th Army Reserve Command (ARCOM) ; les ARCOM n'étaient pas des commandements tactiques, mais plutôt des conglomérats régionaux d'unités sans lien entre elles. Les ARCOM ne sont pas des commandements tactiques mais des regroupements régionaux d'unités sans lien entre elles. Lors de la mobilisation, les unités au sein des ARCOM sont affectées aux unités de service actif avec lesquelles elles sont alignées. Le 89e ARCOM a ensuite été redésigné en tant que 89e commandement de soutien régional et, en 2003, il est devenu le 89e commandement régional de préparation. Dans ses recommandations BRAC de 2005, le ministère de la Défense des États-Unis a recommandé de réaligner le Centre de réserve de l'armée américaine de Wichita en supprimant le 89e commandement régional de préparation. Cette recommandation faisait partie d'une recommandation plus large visant à réorganiser et à rationaliser la structure de commandement et de contrôle de la réserve de l'armée, qui créerait le Northwest Regional Readiness Command à Fort McCoy, dans le Wisconsin.
La 89e brigade de soutien est aujourd'hui le successeur de l'unité.

### Sources
- (en) Cet article est partiellement ou en totalité issu de l’article de Wikipédia en anglais intitulé « 89th Infantry Division (United States) » (voir la liste des auteurs).